# Brendan Chardonnet
Pour les articles homonymes, voir Chardonnet.

2016-... Stade Brestois 29
Brendan Chardonnet, né le 22 décembre 1994 à Saint-Renan, est un footballeur français. Il joue au poste de défenseur central au Stade brestois 29.

## Carrière
Alors que Stade brestois 29 est assuré de descendre en Ligue 2 à l'issue de la saison 2012-2013, Brendan Chardonnet dispute son premier match professionnel en entrant en jeu contre le Paris Saint-Germain au Parc des Princes, dernier match de la carrière de David Beckham. Il est titularisé pour la première fois en championnat lors de la seizième journée de Ligue 2 la saison suivante et dispute une quinzaine de matchs durant le restant de l'année. Il signe son premier contrat professionnel d'une durée de trois ans au terme de la saison 2013-2014.
Lors de l'été 2015, il est prêté un an sans option d'achat au SA Épinal, en National. Sa saison est cependant « mitigée ».
Lors de la saison 2018-2019, il dispute dix matchs tous en tant que titulaire et inscrit deux buts. Le Stade brestois sera promu en Ligue 1 à l'issue de cette saison.
Au fil des saisons, Brendan Chardonnet s'impose progressivement comme un cadre de l'équipe brestoise. Il prolonge son contrat à plusieurs reprises : d'abord en mai 2017 pour deux années supplémentaires, puis en décembre 2018 jusqu'en 2021. En septembre 2020, il signe une nouvelle prolongation portant son contrat jusqu'en 2023, avant de l'étendre une nouvelle fois en octobre 2021 jusqu'en 2025. À l'été 2024, il prolonge d'un an supplémentaire, puis à l’automne, en novembre 2024, il prolonge à nouveau de deux ans, s’engageant ainsi avec le club jusqu’en 2027. Ces nombreuses prolongations témoignent de la régularité de ses performances et de son attachement au Stade brestois 29, dont il est devenu l’un des joueurs les plus fidèles et expérimentés de l’effectif.
Le dimanche 9 mars 2025, lors de la 25ᵉ journée de Ligue 1 face aux SCO d'Angers il atteint la barre symbolique de 250 matchs sous les couleurs du Stade Brestois 29.

## Statistiques
| Saison                | Club                  | Championnat           | Championnat | Championnat | Coupe nationale | Coupe nationale | Coupe de la Ligue | Coupe de la Ligue | Compétition(s) continentale(s) | Compétition(s) continentale(s) | Compétition(s) continentale(s) | Total | Total |
| Saison                | Club                  | Division              | M.          | B.          | M.              | B.              | M.                | B.                | Comp.                          | M.                             | B.                             | M.    | B.    |
| 2012-2013             | Stade brestois 29     | Ligue 1               | 1           | 0           | -               | -               | -                 | -                 | -                              | -                              | -                              | 1     | 0     |
| 2013-2014             | Stade brestois 29     | Ligue 2               | 15          | 0           | 1               | 0               | -                 | -                 | -                              | -                              | -                              | 16    | 0     |
| 2014-2015             | Stade brestois 29     | Ligue 2               | 9           | 0           | 2               | 0               | -                 | -                 | -                              | -                              | -                              | 11    | 0     |
| 2016-2017             | Stade brestois 29     | Ligue 2               | 14          | 0           | 2               | 0               | 1                 | 0                 | -                              | -                              | -                              | 17    | 0     |
| 2017-2018             | Stade brestois 29     | Ligue 2               | 8           | 0           | -               | -               | -                 | -                 | -                              | -                              | -                              | 8     | 0     |
| 2018-2019             | Stade brestois 29     | Ligue 2               | 10          | 2           | 3               | 0               | 2                 | 1                 | -                              | -                              | -                              | 15    | 3     |
| 2019-2020             | Stade brestois 29     | Ligue 1               | 12          | 0           | -               | -               | 3                 | 0                 | -                              | -                              | -                              | 15    | 0     |
| 2020-2021             | Stade brestois 29     | Ligue 1               | 33          | 3           | -               | -               | -                 | -                 | -                              | -                              | -                              | 33    | 3     |
| 2021-2022             | Stade brestois 29     | Ligue 1               | 32          | 3           | 3               | 0               | -                 | -                 | -                              | -                              | -                              | 35    | 3     |
| 2022-2023             | Stade brestois 29     | Ligue 1               | 30          | 0           | -               | -               | -                 | -                 | -                              | -                              | -                              | 30    | 0     |
| 2023-2024             | Stade brestois 29     | Ligue 1               | 33          | 1           | 3               | 0               | -                 | -                 | -                              | -                              | -                              | 36    | 1     |
| 2024-2025             | Stade brestois 29     | Ligue 1               | 27          | 1           | 3               | 1               | -                 | -                 | C1                             | 9                              | 0                              | 39    | 2     |
| 2025-2026             | Stade brestois 29     | Ligue 1               | 1           | 0           | -               | -               | -                 | -                 | -                              | -                              | -                              | 1     | 0     |
| Sous-total            | Sous-total            | Sous-total            | 225         | 10          | 17              | 1               | 6                 | 1                 | -                              | 9                              | 0                              | 257   | 12    |
| 2015-2016             | SAS Épinal (prêt)     | National              | 20          | 2           | 1               | 0               | -                 | -                 | -                              | -                              | -                              | 21    | 2     |
| Total sur la carrière | Total sur la carrière | Total sur la carrière | 245         | 12          | 18              | 1               | 6                 | 1                 | -                              | 9                              | 0                              | 278   | 14    |